# Tenggaradwergsalangaan
De tenggaradwergsalangaan (Collocalia sumbawae) is een kleine soort gierzwaluw. Het is een endemische vogelsoort van de  Kleine Soenda-eilanden, in het Indonesisch Kepulauan Nusa Tenggara genaamd. Voor 2017 werd de vogel beschouwd als een ondersoort van de witbuikdwergsalangaan (C. esculenta). 

## Herkenning
De vogel is 9 tot 10 cm lang. Deze dwergsalangaan is donker van boven en vuilwit van onder, de staart is niet gevorkt maar recht afgesneden. Kenmerkend zijn de op schubben lijkende veren op de onderbuik met lichte randen.

## Verspreiding
Er zijn twee ondersoorten:
- C. s. sumbawae: de westelijke Kleine Soenda-eilanden.
- C. s. sumbae: Soemba